# Filialkirche St. Adolari (Pillersee)

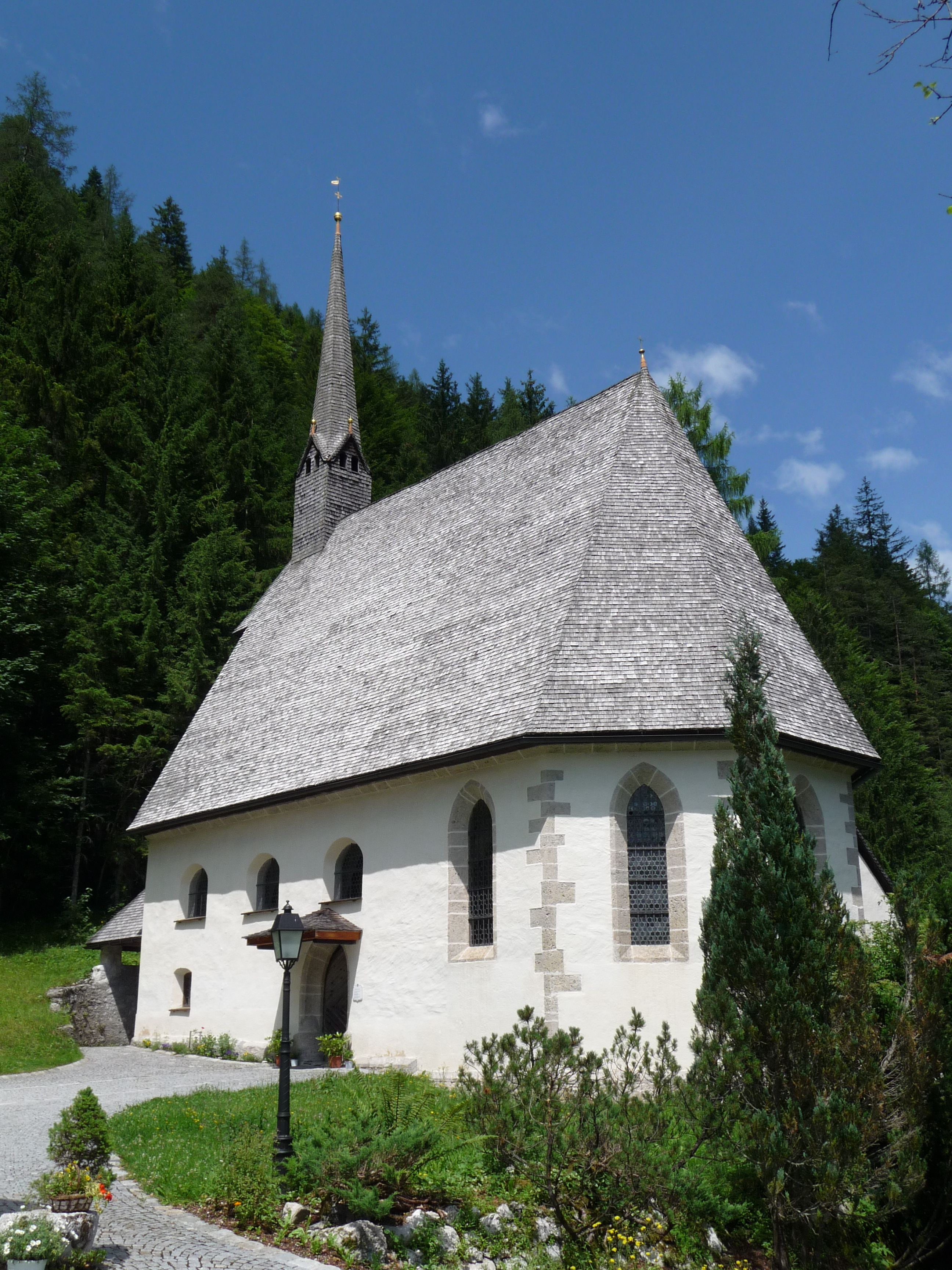
St. Adolari von Südosten

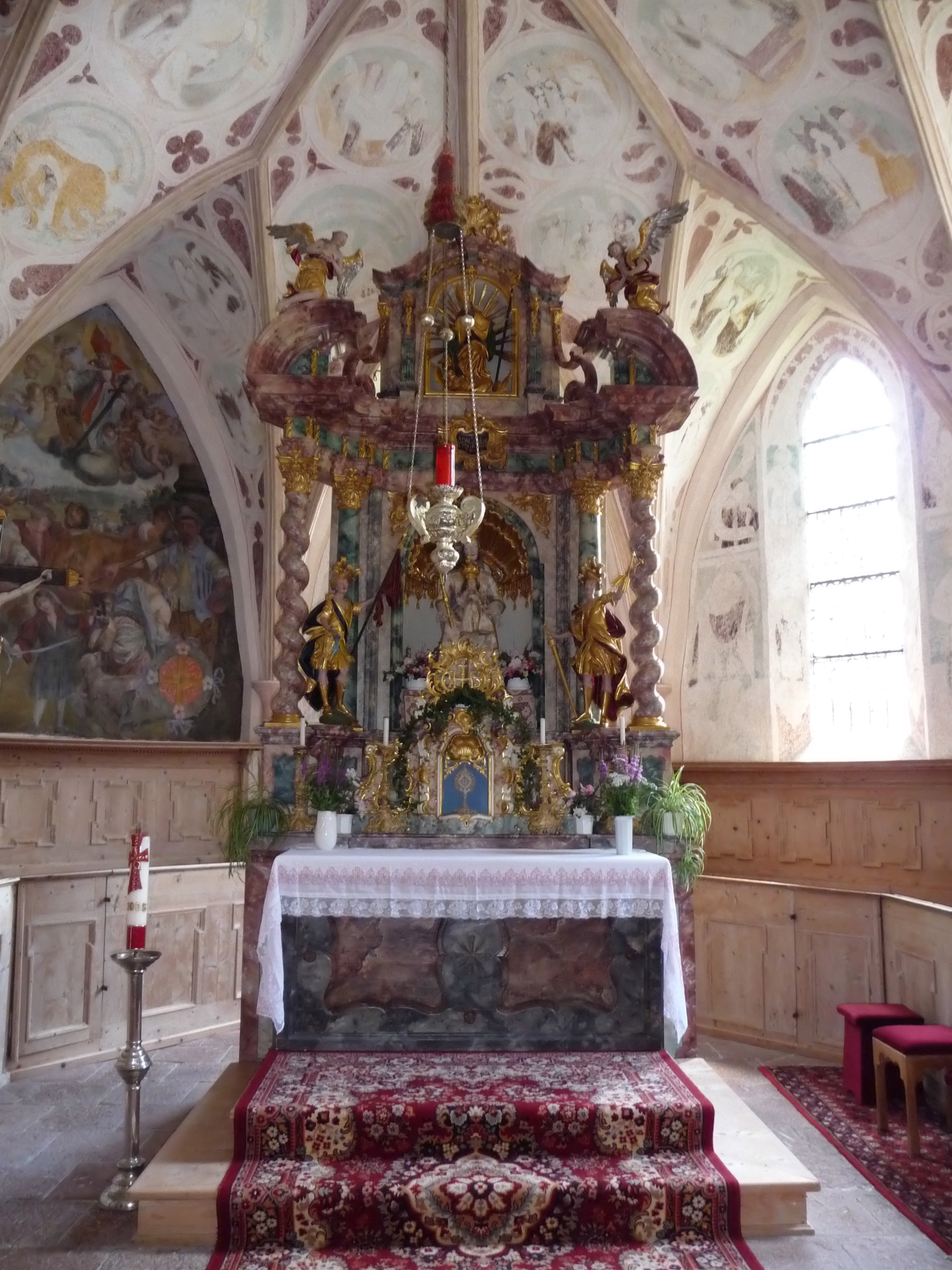
Hochaltar

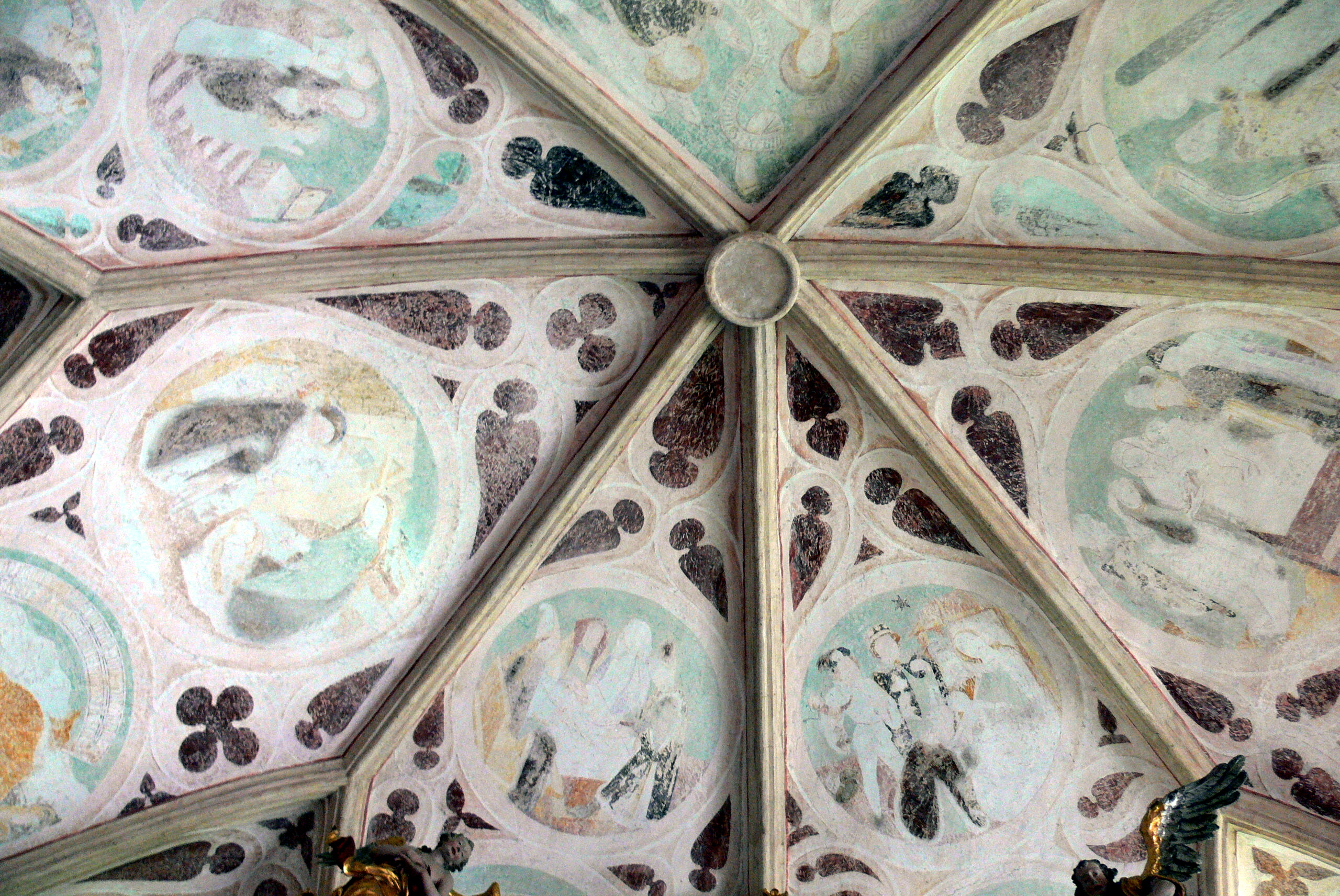
Marienfresken im Chor

St. Adolari ist eine römisch-katholische Filial- und Wallfahrtskirche in St. Ulrich am Pillersee in Tirol. Die dem hl. Adolar geweihte Kirche befindet sich am nördlichen Seespitz des Pillersees.

## Geschichte
Eine erste Kirche wurde 1073 urkundlich erwähnt. Der heutige gotische Bau stammt aus dem Jahr 1407. Um 1500 wurde die Kirche ausgebaut und den Pilgern wurden besondere Ablässe gewährt. Von 1683 bis 1685 wurde die Kirche barockisiert. Im Zuge der josefinischen Reformen wurde die Wallfahrtskirche 1788 geschlossen, am 8. Mai 1832 wurde sie wiedereröffnet.

## Beschreibung
Der schlichte gotische Bau besteht aus einem rechteckigen Schiff und einem polygonal geschlossenen Chor mit Spitzbogenfenstern. Er weist ein umlaufendes Sockelgesims und ein hohes Satteldach mit Schindeldeckung auf, das im Westen von einem Dachreiter mit Giebelspitzhelm bekrönt wird. An der Chornordseite ist die Sakristei angebaut. 
Im Inneren weist das Langhaus eine dreijochige Stichkappentonne sowie Gurtbögen über barocken polygonalen Wandpfeilern, der Chor ein Netzrippengewölbe auf. Die Grate und Medaillons sind mit zartem Stuckdekor versehen. Der Raum ist mit bedeutenden Fresken geschmückt. An der Nordwand des Langhauses befinden sich drei Szenen aus einem christologischen Zyklus aus der Zeit um 1440, im Chorgewölbe einer der größten gotischen Marienzyklen in Tirol mit 35 Bildern aus dem Leben Mariens und alttestamentlicher Vorbilder, der um 1500 geschaffen wurde. Die Fresken in den Wandfeldern des Chors von 1688/89 zeigen Szenen aus Leben des hl. Adolar.
Der Hochaltar stammt aus der Barockzeit, die gotische Pietà in der Mittelnische entstand um 1430. Die Statuen der hll. Florian, Sebastian und Adolar wurden um 1770 geschnitzt. An der Brüstung der hölzernen Westempore befinden sich Brustbilder von heiligen Klerikern, die um 1688 geschaffen wurden.